# Invariante j

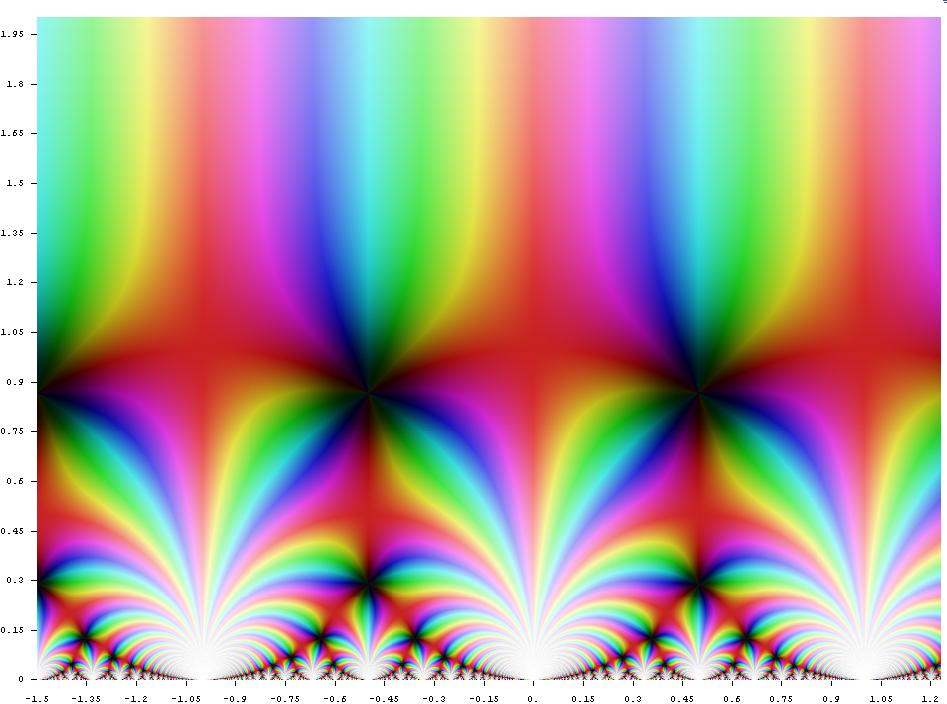
invariante j di Klein nel piano complesso

In matematica, l'invariante j o funzione j di Felix Klein, considerata come una funzione di una variabile complessa τ, è una funzione modulare di peso nullo per SL(2, Z) definita sul semipiano superiore dei numeri complessi . È l'unica funzione di questo tipo che è olomorfa lontano da un semplice polo alla cuspide tale che
{\displaystyle j\left(e^{2\pi i/3}\right)=0,\quad j(i)=1728=12^{3}.}
Le funzioni razionali di j sono modulari, e di fatto danno tutte le funzioni modulari. Classicamente, l'invariante j è stata studiata come parametrizzazione di curve ellittiche in {\displaystyle \mathbb {C} }, ma ha anche connessioni sorprendenti con le simmetrie del gruppo Mostro (questa connessione è chiamata monstrous moonshine).

## Definizione

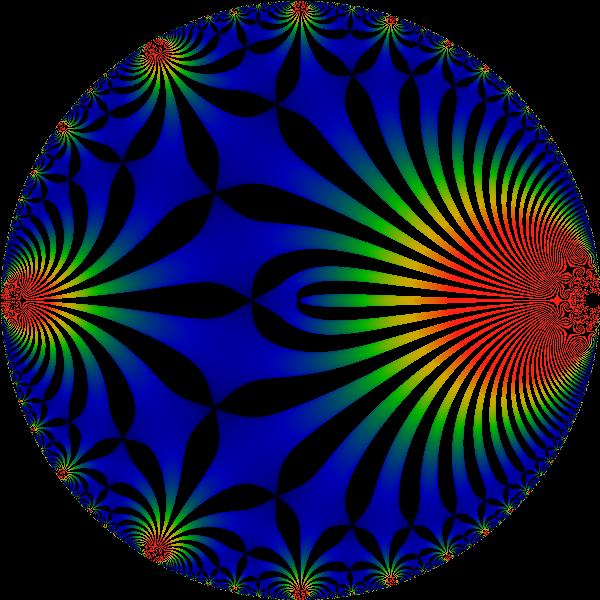
Parte reale dell'invariante j in funzione del quadrato del nomo sul disco unitario

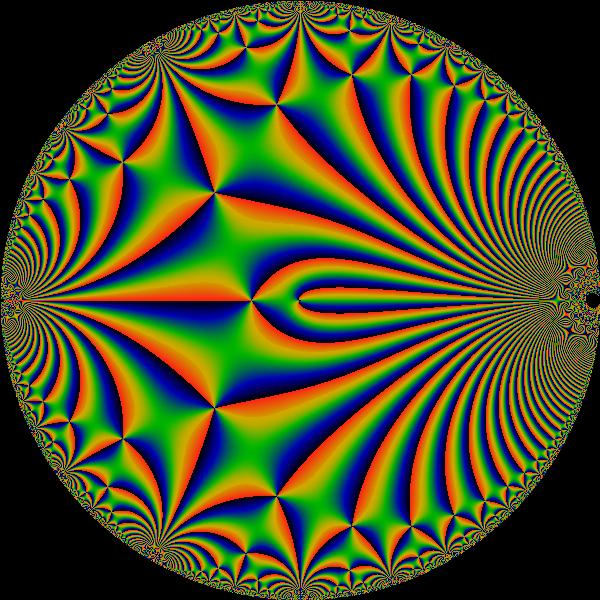
Fase dell'invariante j in funzione del quadrato del nomo sul disco unitario

L'invariante j può essere definita come una funzione sul semipiano superiore H = { τ ∈ C, Im (τ) > 0},
{\displaystyle j(\tau )=1728{\frac {g_{2}(\tau )^{3}}{\Delta (\tau )}}=1728{\frac {g_{2}(\tau )^{3}}{g_{2}(\tau )^{3}-27g_{3}(\tau )^{2}}}=1728{\frac {g_{2}(\tau )^{3}}{(2\pi )^{12}\,\eta ^{24}(\tau )}}}
dove la terza definizione implica che {\displaystyle j(\tau )} può essere espresso come un cubo, siccome 1728 {\displaystyle {}=12^{3}}.
Le funzioni indicate sono il discriminante modulare {\displaystyle \Delta (\tau )=g_{2}(\tau )^{3}-27g_{3}(\tau )^{2}=(2\pi )^{12}\,\eta ^{24}(\tau )}, la Funzione eta di Dedekind {\displaystyle \eta (\tau )} e invarianti modulari,
{\displaystyle g_{2}(\tau )=60G_{4}(\tau )=60\sum _{(m,n)\neq (0,0)}\left(m+n\tau \right)^{-4}}
{\displaystyle g_{3}(\tau )=140G_{6}(\tau )=140\sum _{(m,n)\neq (0,0)}\left(m+n\tau \right)^{-6}}
Dove {\displaystyle G_{4}(\tau )}, {\displaystyle G_{6}(\tau )} sono le serie di Fourier,
{\displaystyle {\begin{aligned}G_{4}(\tau )&={\frac {\pi ^{4}}{45}}\,E_{4}(\tau )\\[4pt]G_{6}(\tau )&={\frac {2\pi ^{6}}{945}}\,E_{6}(\tau )\end{aligned}}}
E {\displaystyle E_{4}(\tau )}, {\displaystyle E_{6}(\tau )} sono le serie di Eisenstein,
{\displaystyle {\begin{aligned}E_{4}(\tau )&=1+240\sum _{n=1}^{\infty }{\frac {n^{3}q^{n}}{1-q^{n}}}\\[4pt]E_{6}(\tau )&=1-504\sum _{n=1}^{\infty }{\frac {n^{5}q^{n}}{1-q^{n}}}\end{aligned}}}
E {\displaystyle q=e^{2\pi i\tau }} (il quadrato del nomo). L'invariante j può quindi essere espresso direttamente in termini della serie di Eisenstein come
{\displaystyle j(\tau )=1728{\frac {E_{4}(\tau )^{3}}{E_{4}(\tau )^{3}-E_{6}(\tau )^{2}}}}
senza nessun altro fattore numerico eccetto 1728. Ciò implica un terzo modo per definire il discriminante modulare,
{\displaystyle \Delta (\tau )=(2\pi )^{12}\,{\frac {E_{4}(\tau )^{3}-E_{6}(\tau )^{2}}{1728}}}
Ad esempio, utilizzando le definizioni sopra e {\displaystyle \tau =2i}, la funzione eta di Dedekind {\displaystyle \eta (2i)} ha il valore esatto,
{\displaystyle \eta (2i)={\frac {\Gamma \left({\frac {1}{4}}\right)}{2^{11/8}\pi ^{3/4}}}}
restituendo i numeri trascendenti
{\displaystyle g_{2}(2i)={\frac {11\,\Gamma \left({\frac {1}{4}}\right)^{8}}{2^{8}\pi ^{2}}},\qquad g_{3}(2i)={\frac {7\,\Gamma \left({\frac {1}{4}}\right)^{12}}{2^{12}\pi ^{3}}}}
ma producendo il numero algebrico (in effetti, un numero intero)
{\displaystyle j(2i)=1728{\frac {g_{2}(2i)^{3}}{g_{2}(2i)^{3}-27g_{3}(2i)^{2}}}=66^{3}.}
In generale, ciò può essere spiegato considerando ciascun τ come rappresentante una classe di isomorfismo di curve ellittiche. Ogni curva ellittica E su C è un toro complesso, e quindi può essere identificata con un reticolo di rango 2; cioè un reticolo bidimensionale di C . Questo reticolo può essere ruotato e scalato (operazioni che preservano la classe di isomorfismo), in modo che venga generato da 1 e τ  ∈ H. Questo reticolo corrisponde alla curva ellittica {\displaystyle y^{2}=4x^{3}-g_{2}(\tau )x-g_{3}(\tau )} (vedi funzioni ellittiche di Weierstrass).
Si noti che j è definito ovunque in H poiché il discriminante modulare non è nullo. Ciò è dovuto al fatto che il corrispondente polinomio cubico ha radici distinte.

## La regione fondamentale

La scelta standard di un dominio fondamentale (grigio) per il gruppo modulare che agisce sul semipiano superiore.

Si può dimostrare che Δ è una forma modulare di peso dodici, e g2 una di peso quattro, per cui la sua terza potenza è di peso dodici. Quindi il loro quoziente, e quindi j, è una funzione modulare di peso zero, in particolare una funzione olomorfa H → C invariante sotto l'azione di SL(2, Z). Quoziando per il suo centro { ±I } si ottiene il gruppo modulare, che possiamo identificare con il gruppo lineare speciale proiettivo PSL(2, Z).
Con un'opportuna scelta di trasformazione appartenente a questo gruppo,
{\displaystyle \tau \mapsto {\frac {a\tau +b}{c\tau +d}},\qquad ad-bc=1,}
possiamo ridurre τ a un valore che dà lo stesso valore per j e che giace nella regione fondamentale di j, che consiste di valori per τ che soddisfano le condizioni
{\displaystyle {\begin{aligned}|\tau |&\geq 1\\[5pt]-{\tfrac {1}{2}}&<{\mathfrak {R}}(\tau )\leq {\tfrac {1}{2}}\\[5pt]-{\tfrac {1}{2}}&<{\mathfrak {R}}(\tau )<0\Rightarrow |\tau |>1\end{aligned}}}
La funzione j(τ), quando limitata a questa regione, continua ad assumere ogni valore nei numeri complessi C esattamente una volta. In altre parole, per ogni c in C, esiste un unico τ nella regione fondamentale tale che c = j(τ) . Pertanto j ha la proprietà di mappare la regione fondamentale sull'intero piano complesso.
Inoltre due valori τ,τ' ∈ H producono la stessa curva ellittica se e solo se τ = T(τ') per qualche T ∈ PSL(2, Z). Ciò significa che j fornisce una biiezione dall'insieme delle curve ellittiche su C al piano complesso.
Essendo una superficie di Riemann, la regione fondamentale ha genere 0, e ogni funzione modulare (di livello uno) è una funzione razionale in j; e, viceversa, ogni funzione razionale in j è una funzione modulare. In altre parole, il campo delle funzioni modulari è C(j).

## Teoria dei campi di classe ej
L'invariante j ha molte proprietà notevoli:
- Se τ è un punto qualsiasi del semipiano superiore la cui curva ellittica corrispondente ha una moltiplicazione complessa (ovvero, se τ è un elemento qualsiasi di un campo quadratico immaginario con parte immaginaria positiva, in modo che j sia definito), allora j(τ) è un intero algebrico.[3] Questi valori speciali sono chiamati moduli singolari.
- L'estensione del campo Q [j(τ), τ]/Q(τ) è abeliano, cioè ha un gruppo di Galois abeliano.
- Sia Λ il reticolo in C generato da {1, τ}. È facile vedere che tutti gli elementi di Q(τ) che fissano Λ sotto la moltiplicazione formano un anello con unità, chiamato ordine. Gli altri reticoli con generatori {1, τ′}, associati in modo analogo allo stesso ordine definiscono i coniugati algebrici j(τ′) di j(τ) su Q(τ). Ordinato per inclusione, l'unico ordine massimale in Q(τ) è l'anello di interi algebrici di Q(τ), e i valori di τ che lo hanno come ordine associato portano a estensioni non ramificate di Q(τ).

Questi risultati classici sono il punto di partenza per la teoria della moltiplicazione complessa.

## Proprietà di trascendenza
Nel 1937 Theodor Schneider dimostrò il risultato sopra menzionato che se τ è un numero irrazionale quadratico nel semipiano superiore allora j(τ) è un numero intero algebrico. Inoltre dimostrò che se τ è un numero algebrico ma non quadratico immaginario allora j(τ) è trascendente.
La funzione j ha numerose altre proprietà trascendentali. Kurt Mahler ha congetturato un particolare risultato di trascendenza che viene spesso definito congettura di Mahler, sebbene sia stato dimostrato come corollario dei risultati di Yu. V. Nesterenko e Patrice Phillipon negli anni '90. La congettura di Mahler era che se τ fosse nel semipiano superiore allora e2πiτ e j(τ) non sarebbero mai stati entrambi simultaneamente algebrici. Ora sono noti risultati più forti, ad esempio se e2πiτ è algebrico allora i seguenti tre numeri sono algebricamente indipendenti, e quindi almeno due di essi trascendenti:
{\displaystyle j(\tau ),{\frac {j^{\prime }(\tau )}{\pi }},{\frac {j^{\prime \prime }(\tau )}{\pi ^{2}}}}

## Laq-espansione e la moonshine
Molte proprietà notevoli di j hanno a che fare con la sua q-espansione (espansione in serie di Fourier), scritta come serie di Laurent in termini di q = e2πiτ, che inizia con:
{\displaystyle j(\tau )=q^{-1}+744+196884q+21493760q^{2}+864299970q^{3}+20245856256q^{4}+\cdots }
Nota che j ha un polo semplice alla cuspide, quindi la sua espansione q non ha termini inferiori a  q−1.
Tutti i coefficienti di Fourier sono interi, il che si traduce in diversi quasi interi, in particolare la costante di Ramanujan:
{\displaystyle e^{\pi {\sqrt {163}}}\approx 640320^{3}+744} .
La formula asintotica per il coefficiente di qn è data da
{\displaystyle {\frac {e^{4\pi {\sqrt {n}}}}{{\sqrt {2}}\,n^{3/4}}}} ,
come può essere dimostrato con il metodo del cerchio di Hardy-Littlewood.

### Moonshine
Ancora più notevole, i coefficienti di Fourier per gli esponenti positivi di q sono le dimensioni della parte graduata di una rappresentazione di un'algebra graduata a dimensione infinita del gruppo mostro chiamato modulo moonshine – in particolare, il coefficiente di qn è la dimensione del grado-n parte del modulo moonshine, e il primo esempio è l'algebra di Griess, che ha dimensione 196,884, corrispondente al termine 196884q. Questa sorprendente osservazione, fatta per la prima volta da John McKay, fu il punto di partenza per la teoria moonshine.
Lo studio della congettura di Moonshine ha portato John Horton Conway e Simon P. Norton a esaminare le funzioni modulari di genere zero. Se sono normalizzate per avere la forma
{\displaystyle q^{-1}+{O}(q)}
allora John G. Thompson dimostrò che esiste solo un numero finito di tali funzioni (di un certo livello finito), e Chris J. Cummins in seguito dimostrò che ce ne sono esattamente 6486, 616 delle quali hanno coefficienti interi.

## Espressioni alternative
Abbiamo
{\displaystyle j(\tau )={\frac {256\left(1-x\right)^{3}}{x^{2}}}}
dove x = λ(1 − λ) e λ è la funzione lambda modulare
{\displaystyle \lambda (\tau )={\frac {\theta _{2}^{4}(e^{\pi i\tau })}{\theta _{3}^{4}(e^{\pi i\tau })}}=k^{2}(\tau )}
ovvero un rapporto di funzioni theta di Jacobi {\displaystyle \theta _{m}}, ed è il quadrato del modulo ellittico k(τ). Il valore di j rimane invariato quando λ viene sostituito da uno qualsiasi dei sei valori del birapporto:
{\displaystyle \left\lbrace {\lambda ,{\frac {1}{1-\lambda }},{\frac {\lambda -1}{\lambda }},{\frac {1}{\lambda }},{\frac {\lambda }{\lambda -1}},1-\lambda }\right\rbrace }
I punti di diramazione di j sono in {0, 1, ∞}, quindi j è una funzione di Belyi.

## Espressioni in termini di funzioni theta
Siano il nomo q = eπiτ e la funzione theta di Jacobi definiti come,
{\displaystyle \vartheta (0;\tau )=\vartheta _{00}(0;\tau )=1+2\sum _{n=1}^{\infty }\left(e^{\pi i\tau }\right)^{n^{2}}=\sum _{n=-\infty }^{\infty }q^{n^{2}}}
da cui si possono ricavare le funzioni theta ausiliarie. Siano
{\displaystyle {\begin{aligned}a&=\theta _{2}(q)=\vartheta _{10}(0;\tau )\\b&=\theta _{3}(q)=\vartheta _{00}(0;\tau )\\c&=\theta _{4}(q)=\vartheta _{01}(0;\tau )\end{aligned}}}
dove ϑij e θn sono notazioni alternative, e a4 − b4 + c4 = 0. Quindi abbiamo per gli invarianti modulari g2, g3,
{\displaystyle {\begin{aligned}g_{2}(\tau )&={\tfrac {2}{3}}\pi ^{4}\left(a^{8}+b^{8}+c^{8}\right)\\g_{3}(\tau )&={\tfrac {4}{27}}\pi ^{6}{\sqrt {\frac {\left(a^{8}+b^{8}+c^{8}\right)^{3}-54\left(abc\right)^{8}}{2}}}\\\end{aligned}}}
e per il discriminante modulare,
{\displaystyle \Delta =g_{2}^{3}-27g_{3}^{2}=(2\pi )^{12}\left({\tfrac {1}{2}}abc\right)^{8}=(2\pi )^{12}\eta (\tau )^{24}}
con la funzione eta di Dedekind η(τ). La j(τ) può quindi essere calcolata rapidamente,
{\displaystyle j(\tau )=1728{\frac {g_{2}^{3}}{g_{2}^{3}-27g_{3}^{2}}}=32{\frac {\left(a^{8}+b^{8}+c^{8}\right)^{3}}{\left(abc\right)^{8}}}}

## Definizione algebrica
Finora abbiamo considerato j come una funzione di una variabile complessa. Tuttavia, come invariante per le classi di isomorfismo delle curve ellittiche, può essere definito puramente algebricamente. Sia
{\displaystyle y^{2}+a_{1}xy+a_{3}y=x^{3}+a_{2}x^{2}+a_{4}x+a_{6}}
una curva ellittica piana su qualsiasi campo . Quindi possiamo eseguire trasformazioni successive per portare l'equazione di cui sopra nella forma standard y2 = 4x3 − g2x − g3 (notare che questa trasformazione può essere effettuata solo quando la caratteristica del campo non è uguale a 2 o 3). I coefficienti risultanti sono:
{\displaystyle {\begin{aligned}b_{2}&=a_{1}^{2}+4a_{2},\quad &b_{4}&=a_{1}a_{3}+2a_{4},\\b_{6}&=a_{3}^{2}+4a_{6},\quad &b_{8}&=a_{1}^{2}a_{6}-a_{1}a_{3}a_{4}+a_{2}a_{3}^{2}+4a_{2}a_{6}-a_{4}^{2},\\c_{4}&=b_{2}^{2}-24b_{4},\quad &c_{6}&=-b_{2}^{3}+36b_{2}b_{4}-216b_{6},\end{aligned}}}
dove g2 = c4 e g3 = c6. Abbiamo anche il discriminante
{\displaystyle \Delta =-b_{2}^{2}b_{8}+9b_{2}b_{4}b_{6}-8b_{4}^{3}-27b_{6}^{2}.}
L'invariante j per la curva ellittica può ora essere definito come
{\displaystyle j={\frac {c_{4}^{3}}{\Delta }}}
Nel caso in cui il campo su cui è definita la curva abbia caratteristica diversa da 2 o 3, questa è uguale a
{\displaystyle j=1728{\frac {c_{4}^{3}}{c_{4}^{3}-c_{6}^{2}}}.}

## Funzione inversa
La funzione inversa dell'invariante j può essere espressa in termini della funzione ipergeometrica 2F1 (vedi anche l'articolo Equazione di Picard–Fuchs). Esplicitamente, dato un numero N, per risolvere l'equazione j(τ) = N per τ si può procedere in almeno quattro modi.
Metodo 1 : risolvendo la sestica in λ,
{\displaystyle j(\tau )={\frac {256{\bigl (}1-\lambda (1-\lambda ){\bigr )}^{3}}{{\bigl (}\lambda (1-\lambda ){\bigr )}^{2}}}={\frac {256\left(1-x\right)^{3}}{x^{2}}}}
entrambi con {\displaystyle j}-invariante {\displaystyle 1728} . Quindi, i punti razionali di {\displaystyle E_{2}} possono essere calcolati come:
{\displaystyle \tau =i\ {\frac {{}_{2}F_{1}\left({\tfrac {1}{2}},{\tfrac {1}{2}},1;1-\lambda \right)}{{}_{2}F_{1}\left({\tfrac {1}{2}},{\tfrac {1}{2}},1;\lambda \right)}}=i{\frac {\operatorname {M} (1,{\sqrt {1-\lambda }})}{\operatorname {M} (1,{\sqrt {\lambda }})}}}
Metodo 2 : risolvendo la quartica in γ,
{\displaystyle j(\tau )={\frac {27\left(1+8\gamma \right)^{3}}{\gamma \left(1-\gamma \right)^{3}}}}
allora,
{\displaystyle \tau ={\frac {i}{\sqrt {3}}}{\frac {{}_{2}F_{1}\left({\tfrac {1}{3}},{\tfrac {2}{3}},1;1-\gamma \right)}{{}_{2}F_{1}\left({\tfrac {1}{3}},{\tfrac {2}{3}},1;\gamma \right)}}}
per uno qualsiasi dei sei valori di λ, dove M è la media aritmetico-geometrica.
Metodo 3 : risolvendo la cubica in β,
{\displaystyle j(\tau )={\frac {64\left(1+3\beta \right)^{3}}{\beta \left(1-\beta \right)^{2}}}}
quindi per una qualsiasi delle quattro radici,
{\displaystyle \tau ={\frac {i}{\sqrt {2}}}{\frac {{}_{2}F_{1}\left({\tfrac {1}{4}},{\tfrac {3}{4}},1;1-\beta \right)}{{}_{2}F_{1}\left({\tfrac {1}{4}},{\tfrac {3}{4}},1;\beta \right)}}}
Metodo 4 : risolvere la quadratica in α,
{\displaystyle j(\tau )={\frac {1728}{4\alpha (1-\alpha )}}}
quindi per una qualsiasi delle tre radici,
{\displaystyle \tau =i\ {\frac {{}_{2}F_{1}\left({\tfrac {1}{6}},{\tfrac {5}{6}},1;1-\alpha \right)}{{}_{2}F_{1}\left({\tfrac {1}{6}},{\tfrac {5}{6}},1;\alpha \right)}}}
Gli ultimi tre metodi possono essere trovati nella teoria di Ramanujan delle funzioni ellittiche su basi alternative.
L'inversione viene applicata nei calcoli ad alta precisione dei periodi delle funzioni ellittiche anche quando i loro rapporti diventano illimitati. Un risultato correlato è l'esprimibilità tramite radicali quadratici dei valori di j nei punti dell'asse immaginario le cui grandezze sono potenze di 2 (permettendo così costruzioni con compasso e riga). Quest'ultimo risultato è difficilmente evidente poiché l'equazione modulare per j di ordine 2 è cubica.

## Formule con il pi greco
I fratelli Chudnovsky trovarono nel 1987 che,
{\displaystyle {\frac {1}{\pi }}={\frac {12}{640320^{3/2}}}\sum _{k=0}^{\infty }{\frac {(6k)!(163\cdot 3344418k+13591409)}{(3k)!\left(k!\right)^{3}\left(-640320\right)^{3k}}}}
una prova di ciò utilizza il fatto che
{\displaystyle j\left({\frac {1+{\sqrt {-163}}}{2}}\right)=-640320^{3}.}

## Valori speciali
L'invariante j svanisce all'"angolo" del dominio fondamentale:
{\displaystyle \quad j\!\left({\tfrac {1+{\sqrt {3}}i}{2}}\right)=0.}
Ecco alcuni altri valori speciali forniti in termini di notazione alternativa {\displaystyle J(\tau )={\frac {1}{1728}}j(\tau )}, i primi cinque ben noti:
{\displaystyle {\begin{aligned}J(i)&=J\left({\tfrac {1+i}{2}}\right)=1\\J\left({\sqrt {2}}i\right)&=\left({\tfrac {5}{3}}\right)^{3}\\J(2i)&=\left({\tfrac {11}{2}}\right)^{3}\\J\left(2{\sqrt {2}}i\right)&={\tfrac {125}{216}}\left(19+13{\sqrt {2}}\right)^{3}\\J\left({\tfrac {1+{\sqrt {163}}i}{2}}\right)&=-53360^{3}\\J(4i)&={\tfrac {1}{64}}\left(724+513{\sqrt {2}}\right)^{3}\\J\left({\tfrac {1+2i}{2}}\right)&={\tfrac {1}{64}}\left(724-513{\sqrt {2}}\right)^{3}\\J\left({\tfrac {1+2{\sqrt {2}}i}{3}}\right)&={\tfrac {125}{216}}\left(19-13{\sqrt {2}}\right)^{3}\\J(3i)&={\tfrac {1}{27}}\left(2+{\sqrt {3}}\right)^{2}\left(21+20{\sqrt {3}}\right)^{3}\\J\left(2{\sqrt {3}}i\right)&={\tfrac {125}{16}}\left(30+17{\sqrt {3}}\right)^{3}\\J\left({\tfrac {1+7{\sqrt {3}}i}{2}}\right)&=-{\tfrac {64000}{7}}\left(651+142{\sqrt {21}}\right)^{3}\\J\left({\tfrac {1+3{\sqrt {11}}i}{10}}\right)&={\tfrac {64}{27}}\left(23-4{\sqrt {33}}\right)^{2}\left(-77+15{\sqrt {33}}\right)^{3}\\J\left({\sqrt {21}}i\right)&={\tfrac {1}{128}}\left(3+{\sqrt {7}}\right)^{5}\left(17+7{\sqrt {3}}+59{\sqrt {7}}+35{\sqrt {21}}\right)^{3}\\J\left({\tfrac {{\sqrt {30}}i}{1}}\right)&={\tfrac {1}{4}}\left(7+5{\sqrt {2}}+3{\sqrt {5}}+2{\sqrt {10}}\right)^{4}\left(55+30{\sqrt {2}}+12{\sqrt {5}}+10{\sqrt {10}}\right)^{3}\\J\left({\tfrac {{\sqrt {30}}i}{2}}\right)&={\tfrac {1}{4}}\left(7+5{\sqrt {2}}-3{\sqrt {5}}-2{\sqrt {10}}\right)^{4}\left(55+30{\sqrt {2}}-12{\sqrt {5}}-10{\sqrt {10}}\right)^{3}\\J\left({\tfrac {{\sqrt {30}}i}{5}}\right)&={\tfrac {1}{4}}\left(7-5{\sqrt {2}}+3{\sqrt {5}}-2{\sqrt {10}}\right)^{4}\left(55-30{\sqrt {2}}+12{\sqrt {5}}-10{\sqrt {10}}\right)^{3}\\J\left({\tfrac {{\sqrt {30}}i}{10}}\right)&={\tfrac {1}{4}}\left(7-5{\sqrt {2}}-3{\sqrt {5}}+2{\sqrt {10}}\right)^{4}\left(55-30{\sqrt {2}}-12{\sqrt {5}}+10{\sqrt {10}}\right)^{3}\\J\left({\tfrac {1+{\sqrt {31}}i}{2}}\right)&=\left(1-{\frac {1}{64}}\left[(13+{\sqrt {93}}){\sqrt[{3}]{4(29-3{\sqrt {93}})}}+(13-{\sqrt {93}}){\sqrt[{3}]{4(29+3{\sqrt {93}})}}+8\right]^{2}\right)^{3}\\J({\sqrt {70}}i)&=\left(1+{\tfrac {9}{4}}\left(303+220{\sqrt {2}}+139{\sqrt {5}}+96{\sqrt {10}}\right)^{2}\right)^{3}\\J(7i)&=\left(1+{\tfrac {9}{32}}{\sqrt[{4}]{28}}\left(3+{\sqrt {7}}\right)^{3}\left(13+3{\sqrt {7}}+\left(6+{\sqrt {7}}\right){\sqrt[{4}]{28}}\right)^{2}\right)^{3}\\J(8i)&=\left(1+{\tfrac {9}{4}}{\sqrt[{4}]{2}}\left(1+{\sqrt {2}}\right)\left(123+104{\sqrt[{4}]{2}}+88{\sqrt {2}}+73{\sqrt[{4}]{8}}\right)^{2}\right)^{3}\\J(10i)&=\left(1+{\tfrac {9}{8}}\left(2402+1607{\sqrt[{4}]{5}}+1074{\sqrt[{4}]{25}}+719{\sqrt[{4}]{125}}\right)^{2}\right)^{3}\\J\left({\tfrac {5i}{2}}\right)&=\left(1+{\tfrac {9}{8}}\left(2402-1607{\sqrt[{4}]{5}}+1074{\sqrt[{4}]{25}}-719{\sqrt[{4}]{125}}\right)^{2}\right)^{3}\\J(2{\sqrt {58}}i)&=\left(1+{\tfrac {9}{256}}\left(1+{\sqrt {2}}\right)^{5}\left(5+{\sqrt {29}}\right)^{5}\left(793+907{\sqrt {2}}+237{\sqrt {29}}+103{\sqrt {58}}\right)^{2}\right)^{3}\\J\left({\tfrac {1+{\sqrt {1435}}i}{2}}\right)&=\left(1-9\left(9892538+4424079{\sqrt {5}}+1544955{\sqrt {41}}+690925{\sqrt {205}}\right)^{2}\right)^{3}\\J\left({\tfrac {1+{\sqrt {1555}}i}{2}}\right)&=\left(1-9\left(22297077+9971556{\sqrt {5}}+\left(3571365+1597163{\sqrt {5}}\right){\sqrt {\tfrac {31+21{\sqrt {5}}}{2}}}\right)^{2}\right)^{3}\\\end{aligned}}}

## Mancata classificazione delle curve ellittiche rispetto ad altri campi
La {\displaystyle j} -invariante è sensibile solo alle classi di isomorfismo delle curve ellittiche sui numeri complessi, o più in generale, di un campo algebricamente chiuso. Oltre ad altri campi esistono esempi di curve ellittiche le cui {\displaystyle j}-invariante è la stessa, ma non è isomorfo. Ad esempio, siano {\displaystyle E_{1},E_{2}} le curve ellittiche associate ai polinomi
{\displaystyle {\begin{aligned}E_{1}:&{\text{ }}y^{2}=x^{3}-25x\\E_{2}:&{\text{ }}y^{2}=x^{3}-4x,\end{aligned}}}
entrambe aventi l'invariante {\displaystyle j} pari a 1728. Segue che i punti razionali di {\displaystyle E_{2}} possono essere calcolati come:
{\displaystyle E_{2}(\mathbb {Q} )=\{\infty ,(2,0),(-2,0),(0,0)\}}
poiché {\displaystyle x^{3}-4x=x(x^{2}-4)=x(x-2)(x+2).}
Non ci sono soluzioni razionali con {\displaystyle y=a\neq 0}. Ciò può essere dimostrato utilizzando la formula di Cardano per dimostrare che in quel caso le soluzioni di {\displaystyle x^{3}-4x-a^{2}} sono tutte irrazionali. D'altra parte, nell'insieme dei punti
{\displaystyle \{n(-4,6):n\in \mathbb {Z} \}}
l'equazione per {\displaystyle E_{1}} diventa {\displaystyle 36n^{2}=-64n^{3}+100n}. Dividendo per {\displaystyle 4n} per eliminare la soluzione {\displaystyle (0,0)}, la formula quadratica restituisce le soluzioni razionali:
{\displaystyle n={\frac {-9\pm {\sqrt {81-4\cdot 16\cdot (-25)}}}{2\cdot 16}}={\frac {-9\pm 41}{32}}.}
Se queste curve sono considerate su {\displaystyle \mathbb {Q} ({\sqrt {10}})}, esiste l'isomorfismo 
{\displaystyle E_{1}(\mathbb {Q} ({\sqrt {10}}))\cong E_{2}(\mathbb {Q} ({\sqrt {10}}))} che manda 
{\displaystyle (x,y)\mapsto (\mu ^{2}x,\mu ^{3}y)\ {\text{ dove }}\ \mu ={\frac {\sqrt {10}}{2}}.}